# Epanomi
Epanomi (in greco Επανομή?) è un ex comune della Grecia nella periferia della Macedonia Centrale di 8 671 abitanti secondo i dati del censimento 2001.
È stato soppresso a seguito della riforma amministrativa, detta Programma Callicrate, in vigore dal gennaio 2011 ed è ora compreso nel comune di Thermaikos.

## Vino
A Epanomi si produce l'omonimo vino IGP.
La zona di Epanomi apparteneva alla regione «Kalamaria», alla quale questo nome (letteralmente «lato buono») fu dato da viaggiatori francesi per la buona qualità dei prodotti agricoli dell’area. Esistono testimonianze di vinificazione risalenti a 1 500 anni fa e la zona è menzionata per i suoi vigneti nel periodo bizantino.